# Tapa-Rindenbaststoff

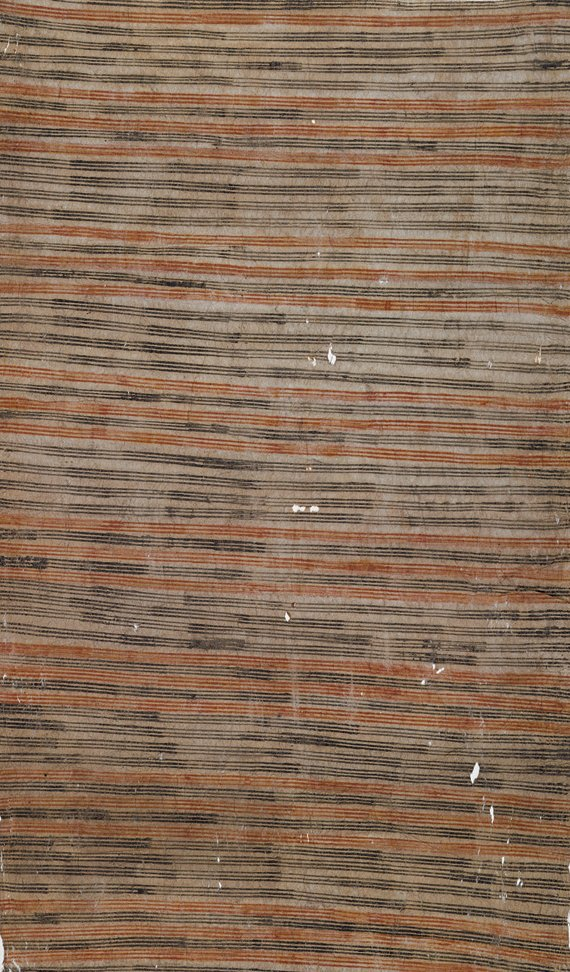
kapa aus Hawaiʻi

Als Tapa, hawaiisch Kapa, bezeichnet man in Polynesien und Melanesien Stoffe, die aus Rindenbast hergestellt werden. Das Ausgangsmaterial stammt hauptsächlich vom Papiermaulbeerbaum (Broussonetia papyrifera aus der Familie der Moraceae), vereinzelt und lokal unterschiedlich aber auch von anderen Baumarten. Weitere häufiger verwendete Baumarten sind der Brotfruchtbaum (Artocarpus altilis), die Banyan-Feige und andere Feigenarten (Ficus spp.). Im Gegensatz zu weißem Tapa aus dem Papiermaulbeerbaum weist das Endprodukt dann eine orange-bräunliche Farbe auf.

## Herstellung

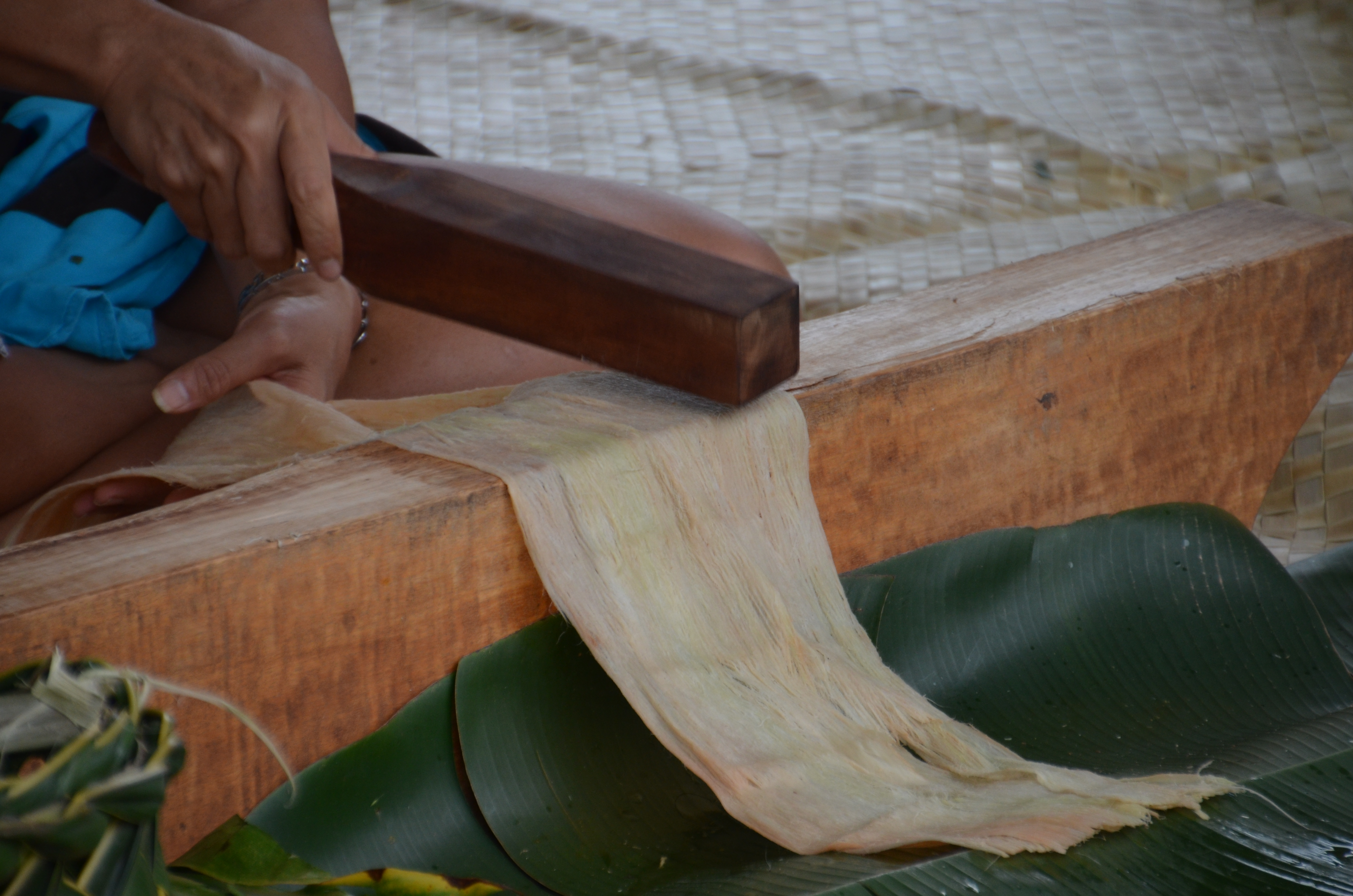
Bearbeitung der Rinde durch Schlagen (moderne Herstellung von kapa auf der Insel Hawaiʻi)

Die Rinde der jungen Bäume wird großflächig abgezogen und der unter der äußeren Borke liegende Rindenbast abgelöst. Danach werden die Baststreifen gewässert und mit einem hölzernen Schlegel auf einem flach geschliffenen Stein oder einem Holzbrett in die Breite geklopft. Durch das Schlagen vergrößert sich nicht nur die Oberfläche, sondern die Fasern verfilzen auch miteinander, sodass ein fester Stoff entsteht. Die einzelnen Bahnen werden durch weiteres Schlagen miteinander verbunden oder mit Latex des Gummibaumes verklebt. Man bemalt die Tapa-Stoffe dann schwarz-weiß oder farbig mit traditionellen Motiven. Auf einigen Inseln Melanesiens prägt man auch erhabene oder vertiefte Muster mit Schablonen ein.

## Verwendung

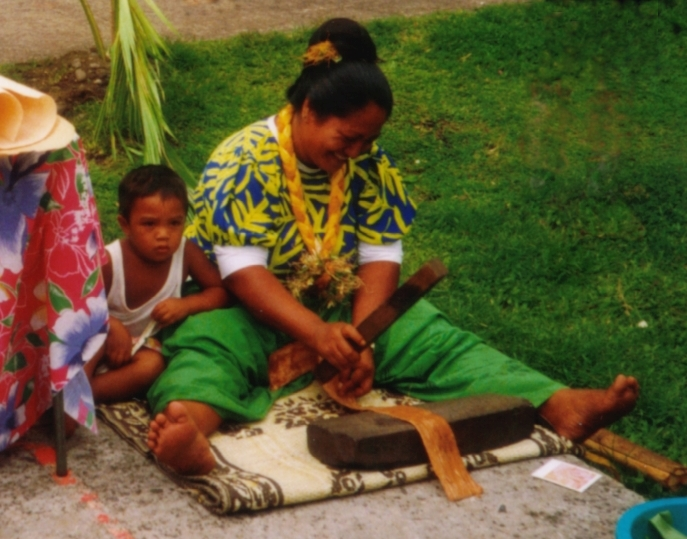
Tapa-Herstellung auf Fatu Hiva

Monochrom bemaltes Tapa-Tuch von den Marquesas

### Profan
Tapa wird in der Südsee nicht nur zu traditionellen Kleidungsstücken verarbeitet, sondern auch vielfach anderweitig genutzt, ähnlich wie in Europa textiler Stoff. Schlafunterlagen, Vorhänge, Decken und andere Heimtextilien bestehen häufig aus Tapa-Stoffbahnen. In Polynesien werden Tote zur Aufbahrung in verzierte Tapa-Stoffe gehüllt oder wertvolle Geschenke in Tapa verpackt überreicht. Auf Vanuatu sind verzierte und bemalte Tapa-Gürtel traditionelle Rangabzeichen von Würdenträgern. Auf den Tonga- und den Fidschi-Inseln waren aufwendig verzierte Tapa-Tücher ein bedeutendes Ausstattungsdetail der königlichen Zeremonien und Feste.

### Religiös
Die Schutzpatronin der Baststoffhersteller auf Tahiti war die Mondgöttin Hina. Zudem war sie die Schutzherrin der weiblichen Fertigkeiten, zu denen auch die Tapa-Herstellung gehört. Der Legende nach kann man Hina im Vollmond sehen, wie sie Tapa klopft. Die Oberpriester – als Zeichen ihres Ranges trugen sie weiße Gürtel aus Tapa-Rindenbaststoff – schälten bei Vollmond die Maulbeerbäume, die im Umfeld der Kultplattformen (Marae) wuchsen, um daraus Bekleidung für die Götterbilder herzustellen.  Viermal im Jahr fand eine feierliche Zeremonie statt, in der die Statuen enthüllt, gesalbt und mit Tapa-Hüllen neu bekleidet wurden. Diesem Ritus durften nur Priester und Eingeweihte beiwohnen.
Aus der Spätphase der Osterinsel-Kultur sind menschliche oder anthropomorphe Figuren (Paina) bekannt, hergestellt aus einem Gerüst aus elastischen Zweigen, mit Totora-Schilf ausgepolstert und mit bemaltem Tapa-Stoff bezogen. Es gibt Berichte über mehr als drei Meter hohe Paina-Figuren, die in Prozessionen vorangetragen wurden.

## Spätere Entwicklung
Mit Beginn der europäischen Einflussnahme im späten 18. und 19. Jahrhundert erweiterten und ergänzten sich die tradierten Muster um neue Elemente, die von Europäern und Bewohnern anderer Inseln beeinflusst worden waren. In der zweiten Hälfte des 19. Jahrhunderts wurden von Missionaren auf den Inseln Ozeaniens Kleider aus Rindenbaststoff eingeführt, welche die Wickelröcke ersetzten. Die Tapa-Arbeiten entwickelten sich allmählich zu Souvenirs für Touristen und zu einer willkommenen Einkommensquelle für viele Südseeinseln.

## Sonstiges
Eine bibliophile Kuriosität ist ein Buch aus dem Jahr 1787, das fast gänzlich aus Mustern pazifischen Tapa-Stoffes besteht, die James Cook auf seinen drei Reisen in den Pazifik (1768–1780) gesammelt hatte. Herausgeber war Alexander Shaw, ein ehemaliger Offizier, der in der zweiten Hälfte des 18. Jahrhunderts eine Buchhandlung in The Strand in London betrieb. Das Buch ist wahrscheinlich in 45 Exemplaren in drei Auflagen erschienen, die teilweise unterschiedliche Muster enthalten. Jedes Exemplar enthält zwischen 39 und 92 Original-Stoffproben, die von mehreren Südseeinseln stammen, zum Beispiel: Tahiti, Moorea, Marquesas, Fidschi, Tonga, Hawaii. Sie sind entweder direkt in den Buchblock eingebunden oder in die Seiten eingelegt. Hinzu kommen sechs Seiten erläuternder Text. Es ist nicht völlig geklärt, wie die Tapa-Stoffe in Besitz des Verlegers Shaw gelangten, die meisten davon dürften aus der Sammlung von David Samwell, Gehilfe des Chirurgen (Surgeons Mate) von HMS Discovery, stammen, die er 1781 zum Kauf angeboten hatte.